# Beate Maxian

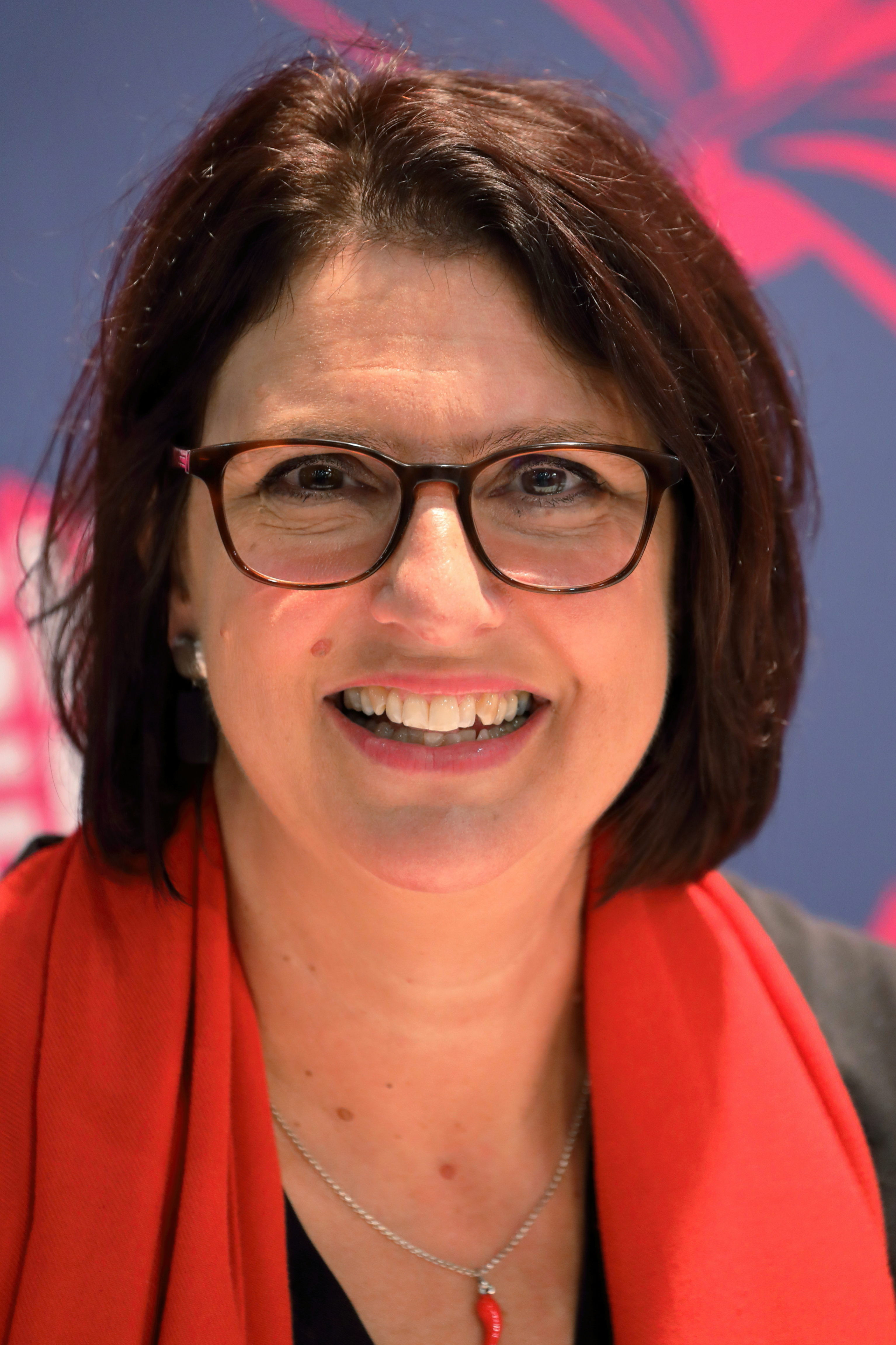
Beate Maxian (2019)

Beate Maxian (* 22. August 1967 in München) ist eine österreichische Autorin, Journalistin und Moderatorin. Sie lebt seit 1995 in Vöcklabruck.

## Leben
Ihre Jugend verbrachte sie zunächst in Bayern und im arabischen Raum, später dann in Vöcklabruck und Wien. Bekannt wurde sie vor allem durch ihre Kriminalromane, aber auch durch die Veröffentlichung von Filmdokumentationen. Sie ist seit 1990 im Fernseh-, Printmedien- und Eventbereich u. a. bei ORF-Produktionen tätig.
Zur Präsentation ihres im Herbst 2007 erschienenen Märchenbuches für Kinder und Erwachsene – 2010 und noch mehr Nächte, einem Kinderbuch für die UNICEF – reiste Sir Roger Moore ins österreichische Parlament an. Ebenfalls im Herbst 2007 wurde der in Wien spielende Thriller Tödliche SMS veröffentlicht, 2011 der erste Teil ihrer Serie mit der abergläubischen Journalistin Sarah Pauli.
Sie ist Mitglied der IG Autorinnen Autoren Österreich, des Syndikats der Autorengruppe deutschsprachiger Kriminalliteratur und der Österreichischen Krimiautoren. Sie war Jury-Mitglied beim  Friedrich-Glauser-Preis 2008. Maxian ist Initiatorin und Organisatorin des im Juli 2007 gegründeten ersten österreichischen Krimifestivals „Krimi Literatur Festival at“.
Beate Maxian ist mit dem Musiker Jeff verheiratet und Mutter zweier Kinder.

## Auszeichnungen
- 2011 Krimistipendium Trio Mortale des Literaturhauses Wiesbaden
- 2013 mit Tod hinter dem Stephansdom nominiert für den Leo-Perutz-Preis
- 2016 mit Mord in Schönbrunn nominiert für den Leo-Perutz-Preis
- 2018 mit Tod in der Kaisergruft nominiert für den Leo-Perutz-Preis
- 2018 nominiert für den Viktor Crime Award
- 2022 Glauser Ehrenpreis (zusammen mit Jeff Maxian) für das „Krimi Literatur Festival“[2]

## Veröffentlichungen

### Romane
- 2017 Die Frau im hellblauen Kleid, Heyne Verlag, München
- 2018 Das Geheimnis der letzten Schäferin
- 2019 Die Tränen von Triest
- 2021 Das Collier der Königin

### Kriminalromane
- 2005 Tote lächeln, Resistenz Verlag, Linz-Wien
- 2006 Tote morden nicht, Resistenz Verlag, Linz-Wien
- 2007 Tödliche SMS, Wien-live Edition, Echomedia Verlag, Wien
- 2008 Tod mit Seeblick, Prolibris Verlag, Kassel
- 2010 Tod dem Knecht, Prolibris Verlag, Kassel

Sarah-Pauli-Reihe
- 2011 Tödliches Rendezvous, Goldmann Verlag, München
- 2012 Die Tote vom Naschmarkt, Goldmann Verlag, München
- 2013 Tod hinter dem Stephansdom, Goldmann Verlag, München
- 2014 Der Tote vom Zentralfriedhof, Goldmann Verlag, München
- 2015 Tod in der Hofburg, Goldmann Verlag, München
- 2016 Mord in Schönbrunn, Goldmann Verlag, München
- 2017 Die Prater-Morde, Goldmann Verlag, München
- 2018 Tod in der Kaisergruft, Goldmann Verlag, München
- 2019 Mord im Hotel Sacher, Goldmann Verlag, München
- 2020 Der Tote im Fiaker, Goldmann Verlag, München
- 2021 Die Tote im Kaffeehaus, Goldmann Verlag München
- 2022 Ein letzter Walzer, Goldmann Verlag München
- 2023 Tod im Belvedere, Goldmann Verlag München
- 2024 Tod auf dem Opernball, Goldmann Verlag München
- 2025 Tod auf der Donau, Goldmann Verlag München

Lou-Conrad-Reihe
- 2023 Ein tödlicher Jahrgang, Goldmann Verlag, München
- 2024 Tödliche Marillenzeit, Goldmann Verlag, München

### Foto-Lesebuch
- 2004 Über Mondsee, Attersee, Vöckla und Hausruck, Trauner Verlag, Linz
- 2006 Über Kohle und Leben im Hausruck, Trauner Verlag, Linz

### Kinderbuch
- 2007 2010 und noch mehr Nächte, Echomedia Verlag, Wien (Märchenbuch für UNICEF)

### Kriminalerzählungen
- 2009 Drei Zeichen In: Gefährliche Nachbarn, Hrsg. Paul Ott, Gmeiner Verlag, Meßkirch
- 2009 Liachtbratlmontag In: Tatort Salzkammergut, Hrsg. Angela Eßer/Beate Maxian, KBV Verlag, Hillesheim
- 2010 Beim Wein und meiner Seele In: Gemischter Satz, Hrsg. Sabina Naber, Echo Verlag, Wien
- 2011 Opfersuche In: Mörderischer Chiemgau, Hrsg. Butkus/Schlennstedt, Pendragon Verlag, Bielefeld
- 2011 Gartenidylle In: Der Gärtner ist (n)immer der Gärtner, Hrsg. Johannes Höpfl, WorxBoox Verlag, Linz
- 2012 Der verhinderte Gourmet In: Mords-Zillertal, Hrsg. J. Maxian/E. Weidinger, Gmeiner, Meßkirch
- 2012 Tödliche Idylle In: Tatort Garten, Hrsg. Thomas Kastura, Ars Vivendi, Cadolzburg
- 2012 Stadionmelodie In. Tatort Prater, Hrsg. Edith Kneifl, Falter, Wien
- 2012 Das Tödliche lebt In: Mordsappetit, Hrsg. Angela Eßer, Ars Vivendi, Cadolzburg
- 2012 Weihnachtsbeichte In: Mords-Bescherung, Hrsg. J. Maxian/E. Weidinger, Emons, Köln
- 2013 Dirndlkrieg In: Mord in Oberösterreich, Hrsg. Günter Linecker, Kehrwasser, Linz
- 2013 Diamantenzug In: Schneller als die Angst, Hrsg. Erich Weidinger, Obelisk, Innsbruck
- 2014 Bermudadreieck In: Nicht nur der Hund begraben..., Hrsg. Angela Eßer, Ars Vivendi, Cadolzburg
- 2014 Todessprung In: Mords-Wasserkraft, Hrsg. J. Maxian/E. Weidinger, Gmeiner, Meßkirch
- 2015 A Fremde unterm Steffl in: Mördchen Törtchen, Hrsg. Petra Busch
- 2015 Mörderjagd In: Wer mordet schon in der Steiermark?, Hrsg. Claudia Rossbacher
- 2016 Mörderischer Attersee in: Mords-Salzkammergut, Hrsg. J.Maxian/E. Weidinger, Gmeiner
- 2016 Die Bibliothek in: Soko Marburg Biedenkopf, Hrsg. Christina Bacher, KBV
- 2016 Gelbe Rosen in: Tatort Hofburg, Hrsg. Edith Kneifl, Falter
- 2017 Annafest in: Soko Graz-Steiermark, Hrsg. Claudia Rossbacher, Gmeiner
- 2023 Leise rieselt der Tod in: Tatort Weihnachten, Heyne Verlag
- 2024 Thea in: Messer, Gabel, Mord, Residenz Verlag
- 2025 Bassena-Tratsch in Neue-Gute-Laune-Geschichten, dtv Verlag

### Drehbücher und Filmveröffentlichungen
- 1200 Jahre Regau (Filmdokumentation)
- 375 Jahre Stadt Schwanenstadt (Eröffnungs-, Schluss-Veranstaltung und Filmdokumentation)
- Wanderstab, Wunderstab du bist mei Leb´n (Film über Franz Stelzhamer – Idee, Buch, Gestaltung)
- Festival Wiesen 2004, Redaktion Filmdokumentation